# ショート スターリング
S.29 スターリング
飛行するスターリング Mk.I W7459号機
(1942年撮影)
- 用途：戦略爆撃機、グライダー曳航機、輸送機
- 分類：重爆撃機
- 製造者：ショート・ブラザーズ社
- 運用者

  -  イギリス空軍
  -  カナダ空軍
  -  エジプト空軍
- 初飛行：1939年5月14日
- 生産数：2,383機
- 生産開始：1940年
- 運用開始：1941年
- 退役：1946年（イギリス空軍）
- 運用状況：退役

S.29 スターリング（Short S.29 Stirling ）は、第二次世界大戦初期のイギリス空軍で使用されたショート社製の爆撃機。
イギリス空軍初の4発爆撃機で、ハンドレページ ハリファックス、アブロ ランカスターと共に戦略爆撃機三本柱となったが、高高度性能が悪かったことと爆弾搭載に制限があったことが原因で3機種の内で一番早く退役した。名称の「スターリング (Stirling)」は、スコットランドにあるスターリング市のこと。

## 開発経緯
スターリングは、1936年にイギリス空軍から出された4発爆撃機の仕様に従って開発された機体である。飛行艇専門メーカーであったショート社に試作命令が出された背景には、4発の飛行艇の製造経験があったことが大きい。事実、スターリングの設計は1934年から開発が始まっていたサンダーランド飛行艇を基礎にしている。しかし、陸上機の製造に慣れていないショート社では、まず、1/2に縮小した実験機（会社名S.31）を製作、飛行させて各種データを取得した後、試作機の製造にとりかかった。試作第1号機は1939年5月に初飛行したが着陸に失敗して破損し、その後に飛行した試作2号機が実質生産第1号機となった。
空軍からの仕様により、出来上がった機体は爆撃機としては異常な程アスペクト比が小さく総重量も機体規模の割りに少ない窮屈な物になった。窮屈になった仕様として、日本の文献では長らく「標準格納庫で使用できるよう全幅を厳しく制限したため」と述べられることが多かったが、「分解して輸送可能にする」、「カタパルト射出する」という二つの要求から寸法と重量に制約が課せられたことが分かっている。
また、サンダーランド飛行艇と主翼やフラップの配置が同じであり、飛行艇のように肩翼式を採用したため主脚は長く複雑な形をしていた。尾輪は引き込み式だが、独立した2輪が並んでいる他では例のないタイプであった。爆弾倉は胴体下面の他、主翼内にも小型爆弾用の爆弾倉が設けられていた。
2号機の試験後量産を開始し、1940年8月には部隊配備された。しかし、機体の不具合の調整に時間をとったこととドイツ軍の爆撃による生産の遅れがあって、実戦に参加したのは1941年に入ってからである。

## 活動
1941年から本機は爆撃任務に参加した。初陣は1941年2月のロッテルダムへの夜間爆撃で、昼夜を問わず爆撃任務を行った。初期においては昼間爆撃を援護戦闘機無しでおこなったが、強力な武装によって大きな戦果をあげた。ドイツ占領下のフランスへの攻撃をブレニム軽爆撃機に代わって行ったり、ベルリンやチェコ、北イタリアへの爆撃も行っている。1941年末には、流石に昼間作戦に従事するには無理があったため、夜間攻撃任務に従事するようになった。
スターリングは、イギリス空軍初の近代的な4発戦略爆撃機だったが、欠点も多かった。アスペクト比の小さな窮屈な機体のせいで、高高度性能が悪く爆弾搭載量が制限されていた。また、爆弾倉が胴体、主翼に細分化されていることにより、大型爆弾が搭載できなかった。加えて、主脚や尾輪の複雑な構造は、しばしば着陸時に破損事故を引き起こした。このため、後から出現したハリファックス 、ランカスターと比べると、性能的に見劣りした。
1943年に入ると性能的に時代遅れになってきたため、あまり重要ではない目標の攻撃や機雷敷設、レーダー妨害作戦に利用されるようになった。そして1944年9月8日に最後の爆撃任務を行った後は、グライダー曳航や輸送任務に就いた。グライダー曳航型の初陣は1944年6月のノルマンディー上陸作戦である。しかし、この任務でも長続きせずハリファックスやランカスターの派生型に取って代わられ、1946年にはイギリス空軍から全機退役した。

## 他国での運用
第二次世界大戦時のドイツ空軍で鹵獲機の運用など特殊任務を担っていた第200爆撃航空団がテストした機種の中に、スターリングの名前も含まれている。
1948年-1949年の第一次中東戦争においては、エジプト王国空軍が6機のスターリングMK.Vを購入し、簡易的な爆撃機に改造し"第8爆撃飛行隊"を編成して運用した。戦争中に1機が事故あるいはイスラエル側の破壊工作により失われた。残りの5機は1951年頃までにはエジプト空軍から退役した。

## 形式
MK.1
最初の量産型で1940年から部隊配備された。エンジンは、ブリストル ハーキュリーズ11を装備した。ごく初期にはプロペラにスピンナーが装備されていたが、早い内に外された。756機製造。
MK.2
エンジンをライト サイクロンに換装した型だが、2機の試作のみ。
MK.3
MK.1の改良型で、エンジンをブリストル ハーキュリーズ16に換装し、胴体背面の銃座を新型にして防御武装強化した。1943年～1944年の標準型で875機製造。
MK.4
輸送・グライダー曳航型で、機首と胴体背面の銃座が外され、グライダー曳航装置が取り付けられていた。また、エンジンの過熱強制冷却ファンを装備し、プロペラ・スピンナーの装備が復活した。577機（MK.3からの改造機も含む）製造。
MK.5
貨物輸送機型で、武装は完全に撤去されていた。1945年1月から就役を開始し主に極東方面で使用されたが、1946年にはアブロ ヨークと交替して退役した。160機製造。

## 諸元

Mk.I 三面図

The Short Stirling, Aircraft in Profile Number 142, Flight International
| 型式名称     | Mk.I                                                                                             | Mk.III                                                                                           |
| ------------ | ------------------------------------------------------------------------------------------------ | ------------------------------------------------------------------------------------------------ |
| 全幅         | 30.20 m                                                                                          | 30.20 m                                                                                          |
| 全長         | 26.59 m                                                                                          | 26.59 m                                                                                          |
| 全高         | 6.93 m                                                                                           | 6.93 m                                                                                           |
| 翼面積       | 136 m2                                                                                           | -                                                                                                |
| 翼面荷重     | 233.5 kg/m2                                                                                      | -                                                                                                |
| 自重         | 22,498 kg                                                                                        | 19,580 kg                                                                                        |
| 総重量       | 26,943 kg                                                                                        | -                                                                                                |
| 最大離陸重量 | 31,751 kg                                                                                        | 31,750 kg                                                                                        |
| 発動機       | ハーキュリーズ Mk.XI空冷星型14気筒（離昇1,500馬力）4基                                           | ハーキュリーズ Mk.16空冷星型14気筒（離昇1,650馬力）4基                                           |
| プロペラ     | 金属製3翅プロペラ 4.11 m                                                                         | -                                                                                                |
| 最高速度     | 454 km/h（高度3,800 m）                                                                          | 434 km/h                                                                                         |
| 巡航速度     | 320 km/h                                                                                         | -                                                                                                |
| 上昇力       | 毎秒4.1 m                                                                                        | -                                                                                                |
| 航続距離     | 3,750 km                                                                                         | 3,240 km                                                                                         |
| 武装         | 機首動力銃座 M1919 7.7mm機関砲 2門 背部銃座 M1919 7.7mm機関砲 2門 尾部銃座 M1919 7.7mm機関砲 4門 | 機首動力銃座 M1919 7.7mm機関砲 2門 背部銃座 M1919 7.7mm機関砲 2門 尾部銃座 M1919 7.7mm機関砲 4門 |
| 爆装         | 最大搭載量 6,350kg                                                                               | 最大搭載量 6,350kg                                                                               |

## 現存する機体
第二次世界大戦で使用された主要な四発重爆撃機であるB-17 フライングフォートレス、B-24 リベレイター、B-29 スーパーフォートレス、S.29 スターリング、H.P.57/71 ハリファクス、683 ランカスターの6種のうち、スターリングのみ完全な形で残る機体が無い。
以下の表のほかに墜落や不時着による放置されたもののうち、何機かは水中にあるが、2020年の時点で引き上げが実現したものはない。
| 型名  | 番号  | 機体写真 | 所在地                    | 所有者                              | 公開状況 | 状態     | 備考                                                                                       |
| ----- | ----- | -------- | ------------------------- | ----------------------------------- | -------- | -------- | ------------------------------------------------------------------------------------------ |
| Mk.IV | LK142 | 写真     | フランス マルヌ県         | コンデ＝ヴホー・1939-1945航空博物館 | 公開     | 静態展示 | 側面記号は5T-A。第196飛行隊所属機で、1944年9月24日にムーズ県のスパンクー村近くに墜落した。 |
| Mk.IV | LK545 | 写真     | オランダ ヘルダーラント州 | ディーレン空軍基地博物館            | 公開     | 静態展示 | 側面記号は5G-T。                                                                           |

- 2019年9月、オランダのリンブルフ州にあるリルボッス修道院近くで、同地が連合国により解放されてから75年越しにMk.I W7630号機が発見された。同地には記念碑はあるが、機体そのものの確認はできていなかった。

同機は1942年9月10日に墜落したもので、生存した乗員はいないため遺体がまだ残骸の中にあると発掘調査隊は予想している。発掘前の調査により、同機が墜落の衝撃で地下3mに埋まっていることが判明しているが、衝撃で激しく破壊されたことにより、発掘は長年延期されている。また、爆弾が残存しているかも不明となっている。発掘には総費用として最大650,000ユーロがかかる計算となっている。
- Mk.III EF311号機は、1943年8月26日に第196飛行隊のラルフ・キャンベル（Ralph Campbell）の操縦で航行している際、セルジービルの7km沖合に墜落した[12] 。1986年にRAFサブアクア協会はこの機体を引き上げる可能性について示唆したが、深さ60フィートに機体が沈んでいることがわかり、計画は立ち消えとなった。

- RAFサブアクア協会は1994年にもスターリングを発見し再度引き上げの可能性を表明した。このスターリングは1945年2月25日に墜落した第196飛行隊のMk.IV LJ925号機である。墜落地点はノルウェーのアーレンダール郊外にあるフーレン湖の深さ35フィートの地点で、泥や樹皮に埋まっていた。この計画も結局放棄されたが、発掘調査隊は1翅のプロペラブレードを回収した。

- Mk.III BK716号機をマーカーミーア湖から回収する計画が進められている。回収方法において議論が進められている段階である[13]。

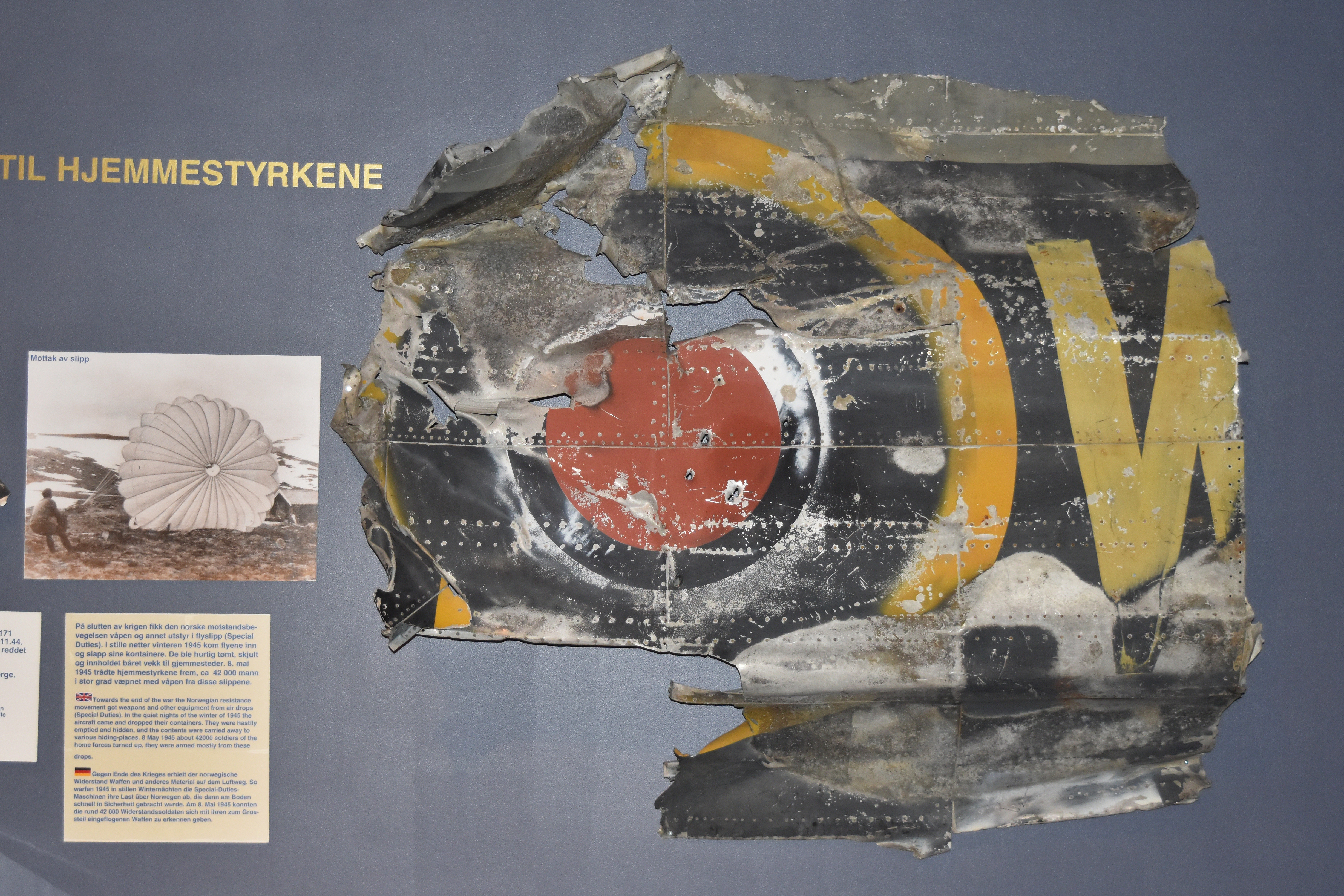
Mk.IV LK171

- Mk.IV LK171号機の胴体中ほどの一部がノルウェー航空博物館に展示されている。この機体はイギリス空軍第295飛行隊所属機で、サープライス（W. E. Surplice）飛行隊長の乗機だったため、「シューティングスターズ」の愛称と「WES」の側面記号がつけられていた。1944年11月2日に墜落した。

- 2017年の「ノースシーリンク」海底電力ケーブル敷設前の調査により、北海でスターリングが発見された[14]。